# خانه مجردی
خانه مجردی یک اصطلاح عامیانه است و به خانه‌ای گفته می‌شود که ساکنین آن فرد یا افراد مجرد باشند.
خانه مجردی یک اصطلاح عامیانه برای فضای زندگی متعلق به یک مجرد (مرد مجرد) است که به عنوان یک فضای جمعی (برخلاف آیتم‌های فردی) با هدف تسهیل در فعالیت‌های روزانه طراحی شده‌است. محدود به کارکرد روزانه، استفاده از وقت آزاد، سرگرمی‌ها و علایق، سرگرمی دوستان، و اغوا کردن زنان نیست. اغلب خانه مجردی را می‌توان با بودجه بسیار محدودی تهیه کرد، همان‌طور که در مورد بسیاری از جوانان و دانشجویان کالج و در بین افراد مشهور دیده می‌شود.
خانه مجردی را نباید با اصطلاح رسمی آپارتمان مجردی اشتباه گرفت، که در املاک و مستغلات برای اشاره به آپارتمانی بدون اتاق خواب استفاده می‌شود که در آن اتاق اصلی به عنوان اتاق خواب، اتاق نشیمن و اتاق غذاخوری (و گاهی اوقات آشپزخانه) عمل می‌کند.

## تاریخچه
در انگلستان، اصطلاح خانه مجردی معمولاً به آپارتمانی گفته می‌شود که در آن یک مرد جوان مجرد به تنهایی زندگی می‌کند. اکثر دانشجویان در انگلستان قادر به پرداخت هزینه‌های این تجمل نیستند و مجبورند با دانشجویان دیگر زندگی کنند، از این رو موقعیت اجتماعی بالا به این معنای خاص این عبارت نسبت داده می‌شود.
در ایالات متحده به‌طور کلی به خانه‌ها یا آپارتمان‌های کوچکی گفته می‌شود که مردان مجرد، اغلب دانشجویان کالج / دانشگاه، تا زمانی که خانه‌ها یا آپارتمان‌های بزرگ‌تر یا مجلل‌تری به دست آورند، ازدواج کنند، یا به‌طور کلی از نظر استانداردهای زندگی و سلیقه «بالاتر» شوند، زندگی می‌کنند. همچنین در هنگام خروج از خانه والدین برای جوانان برای اولین بار به نماد استقلال و آزادی تبدیل شد.
در طول دهه‌های ۱۹۵۰ و ۱۹۶۰، خانه مجردی یکی از بهترین دارایی‌ها برای یک مرد جوان حرفه‌ای محسوب می‌شد. در اوایل قرن بیستم، حضور زن در خانه غالب بود در حالی که وظیفه مرد بود که نان آور خانه شود. در دهه ۱۹۵۰، نگرش مردان در مورد ازدواج با بازنمایی و باز بودن تمایلات جنسی تغییر کرد. در این مرحله، فکر مجرد بودن مورد استقبال قرار گرفت و اکثر مردان احساس راحتی کردند که آزادانه با تعدادی از زنان در رابطه باشند.
در اواخر دهه ۱۹۹۰، خانه‌های مجردی به فضاهای منحصر به فرد و زیستگاه بسیاری از جوانان عجیب و غریب تبدیل شدند، همان‌طور که در تصاویر عکاس Michael Rababy نشان داده شده‌است.